# Benjamin Brecknell Turner

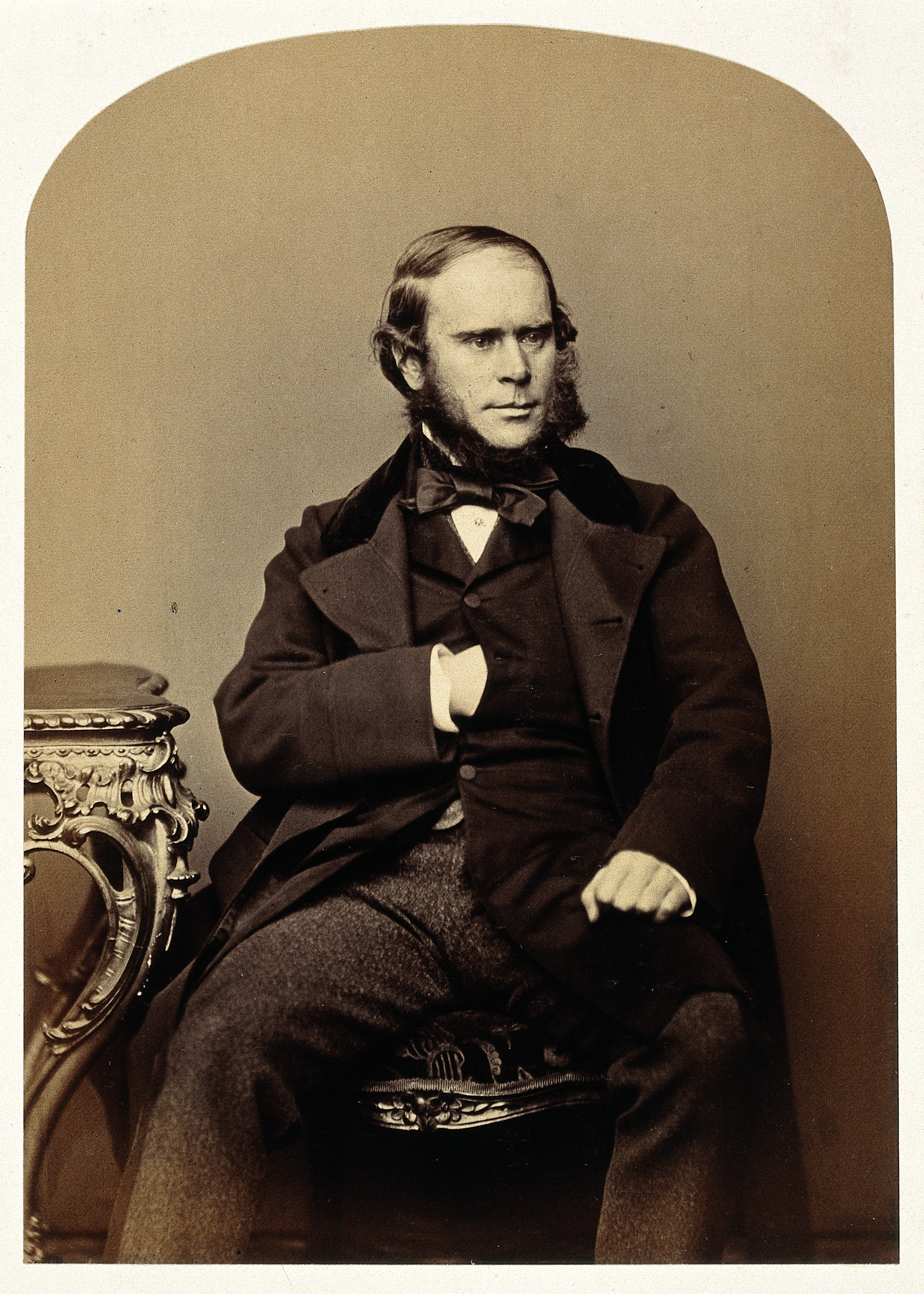
Benjamin Brecknell Turner

Benjamin Brecknell Turner (* 12. Mai 1815 in City of Westminster, London; † 29. April 1894 in London Borough of Lambeth) war einer der ersten Fotografen Großbritanniens und Gründungsmitglied der Photographic Society of London, die 1853 gegründet wurde. Seine Bilder basierten auf den traditionell „pitoresken“ Stilen und Motiven der Generation der Aquarellmaler vor ihm.

## Herkunft und Leben
Turner war eines von acht Geschwistern und der älteste Sohn von Samuel und Lucy Turner. Die Familie lebte über ihrem Geschäft für Talg-Ausrüstung, in dem auch Kerzen und Sattelseifen hergestellt und verkauft wurden. Mit sechzehn Jahren ging Benjamin bei seinem Vater in die Lehre. Er trat 1837 in die Worshipful Company of Tallow Chandlers ein und wurde 1838 zum Freeman of the City of London ernannt.
1849 erwarb Turner vom britischen Erfinder William Henry Fox Talbot die Lizenz zur Ausübung der Fotografie auf Papiernegativ, Kalotypie oder Talbotype genannt. Er meisterte diese Form der Fotografie schnell und produzierte in den 1850er Jahren zahlreiche Bilder und nahm in dieser Zeit an zahlreichen Fotoausstellungen teil. Er trat der Photographic Society, später der Royal Photographic Society bei und wurde ab 1854 bis 1870 sowie erneut von 1883 bis 1893 als Mitglied verzeichnet. Brecknells persönliches Album aus dem Photographic Club, einem Zusammenschluss von Mitgliedern der Photographic Society, befindet sich in der Sammlung der Royal Photographic Society im National Science and Media Museum in Bradford.

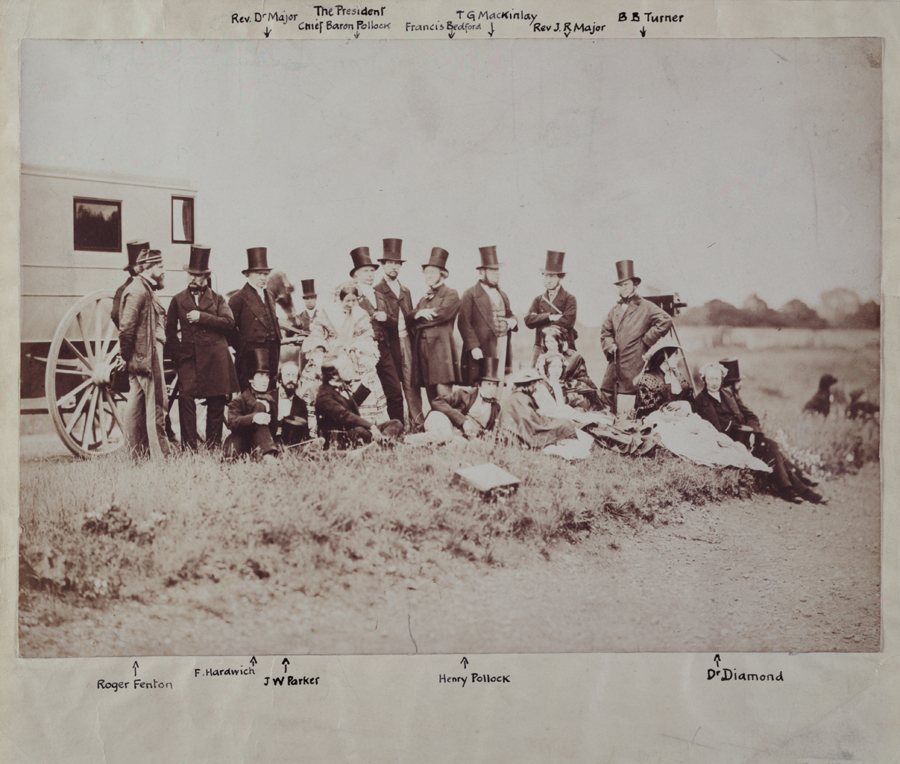
Mitglieder der Photographic Society im Juli 1856, rechts Benjamin Brecknell Turner

Zwischen 1852 und 1854 stellte Turner 60 seiner eigenen Fotografien in einem vermutlich einzigartigen Album mit dem Titel “Photographic Views from Nature” zusammen. Es könnte ein Musterbuch gewesen sein, eine bequeme Methode, um Fotografien zum persönlichen Vergnügen zu präsentieren und sie Kollegen oder potenziellen Ausstellern zu zeigen. Es blieb im Besitz der Familie Turner, bis es vom Victoria and Albert Museum in London erworben wurde. Fast ein Drittel der Fotografien in Turners Album zeigt Szenen in der Grafschaft Worcestershire in den West Midlands in England. Das Dorf Bredicot war die Heimat von Turners Schwiegervater, der Bredicot Court gekauft hatte, als er sich aus dem Geschäft der Porzellanherstellung, einem Gewerbe, das ihn wohlhabend gemacht, zurückgezogen hatte.
Ab Mitte der 1850er Jahre arbeitete er in einem Glashaus-Atelier über seinen Londoner Geschäftsräumen. Hier schuf er viele Porträts, obwohl er sie nie ausgestellt zu haben scheint. Obwohl Turner hauptsächlich für seine ländlichen und architektonischen Bilder bekannt ist, hat er auch Porträts mit seiner Familie und seinem Unternehmen als Sujets aufgenommen. Für diese Bilder verwendete er oft Glasnegative, da diese kürzere Belichtungszeiten hatten, die einen höheren Detailgrad ermöglichten.

## Familie

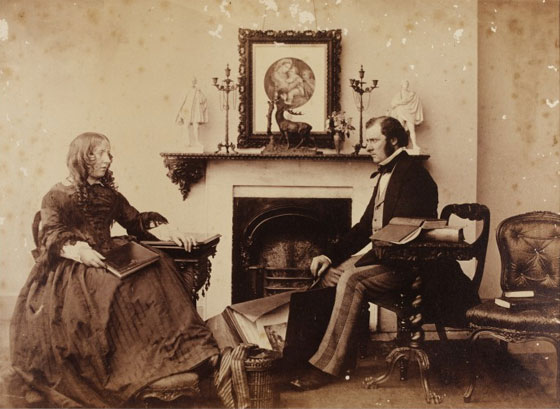
Agnes Turner und ihr Bruder Humphrey Chamberlain um 1850 von Benjamin Brecknell Turner

Turner war seit dem 17. August 1847 mit Agnes Chamberlain Turner (1828–1887), einem Mitglied der Familie des englischen Porzellanherstellers Royal Worcester, verheiratet. Das Ehepaar hatte vier gemeinsame Kinder:
- Benjamin Brecknell Turner (1848–1929)
- Francis Chamberlain Turner (1853–1893)
- Rose Ellen Turner (1855–1958)
- Arthur Tilt Turner (1859–1865).